# Reginaldo de Santana
Reginaldo de Santana (Umuarama, Paraná, 22 juli 1975) is een Braziliaanse voormalig voetballer die beter bekend is onder zijn voetbalnaam "Marília".

## Loopbaan
Hij werd ontdekt door Sparta Rotterdam, waar hij 7 jaar in de hoofdmacht speelde van 1996 tot 2003. Daarna werd de verdediger overbodig bevonden door Sparta en ging in z'n geboorteland Brazilië voor de amateurs spelen, totdat hij in 2006 mee ging doen met een toernooi voor werkloze voetballers en gescout werd door VVV-Venlo. In december 2006 liet hij zijn contract ontbinden bij VVV-Venlo, wegens heimwee naar Brazilië.
Marília was, samen met Daan Schrijvers en Feyenoorder Sven van Beek, de speler met de meeste eigen doelpunten in de Nederlandse eredivisie voetbal. Op 1 mei 2021 verscherpte Van Beek dit record echter door zijn zevende eigen doelpunt te maken.

## Statistieken
| Seizoen         | Club             | Competitie      | Competitie | Competitie | Beker | Beker | Nacompetitie | Nacompetitie | Totaal | Totaal |
| Seizoen         | Club             | Competitie      | Wed.       | Dlp.       | Wed.  | Dlp.  | Wed.         | Dlp.         | Wed.   | Dlp.   |
| --------------- | ---------------- | --------------- | ---------- | ---------- | ----- | ----- | ------------ | ------------ | ------ | ------ |
| 1996/97         | Sparta Rotterdam | Eredivisie      | 27         | 0          | 2     | 0     | —            | —            | 29     | 0      |
| 1997/98         | Sparta Rotterdam | Eredivisie      | 25         | 2          | 1     | 1     | —            | —            | 26     | 3      |
| 1998/99         | Sparta Rotterdam | Eredivisie      | 29         | 1          | 4     | 0     | 6            | 2            | 39     | 3      |
| 1999/00         | Sparta Rotterdam | Eredivisie      | 27         | 1          | 2     | 0     | —            | —            | 29     | 1      |
| 2000/01         | Sparta Rotterdam | Eredivisie      | 22         | 1          | 5     | 0     | —            | —            | 27     | 1      |
| 2001/02         | Sparta Rotterdam | Eredivisie      | 14         | 0          | 0     | 0     | 5            | 1            | 19     | 1      |
| 2002/03         | Sparta Rotterdam | Eerste divisie  | 5          | 0          | 2     | 0     | —            | —            | 7      | 0      |
| 2005/06         | VVV-Venlo        | Eerste divisie  | 7          | 1          | 0     | 0     | 0            | 0            | 7      | 1      |
| Carrière totaal | Carrière totaal  | Carrière totaal | 156        | 6          | 16    | 1     | 11           | 3            | 183    | 10     |